# Bateau de pierre de saint Conogan
Le bateau de pierre de saint Conogan (Bag sant Konogan en breton), ou vaisseau / barque de pierre, est un bloc granitique, auquel est attachée une légende. Il se situe dans la commune de Beuzec-Cap-Sizun, dans le département du Finistère, en Bretagne.
Cette pierre et les pratiques culturelles qui lui sont associées font également l'objet d'une inscription à l'Inventaire du patrimoine culturel immatériel en France.

## Situation
Le vaisseau de pierre de saint Conogan se situe sur la pointe du Millier, une des zones naturelles protégées du cap Sizun, à l’extrémité sud-ouest du Finistère. Il est situé sur la lande, à environ 500 mètres de la falaise, sur un sentier pédestre côtier rejoignant le moulin à eau de Keriolet et le phare du Millier. Cet ensemble patrimonial est en partie propriété du Conservatoire du littoral.

## Description

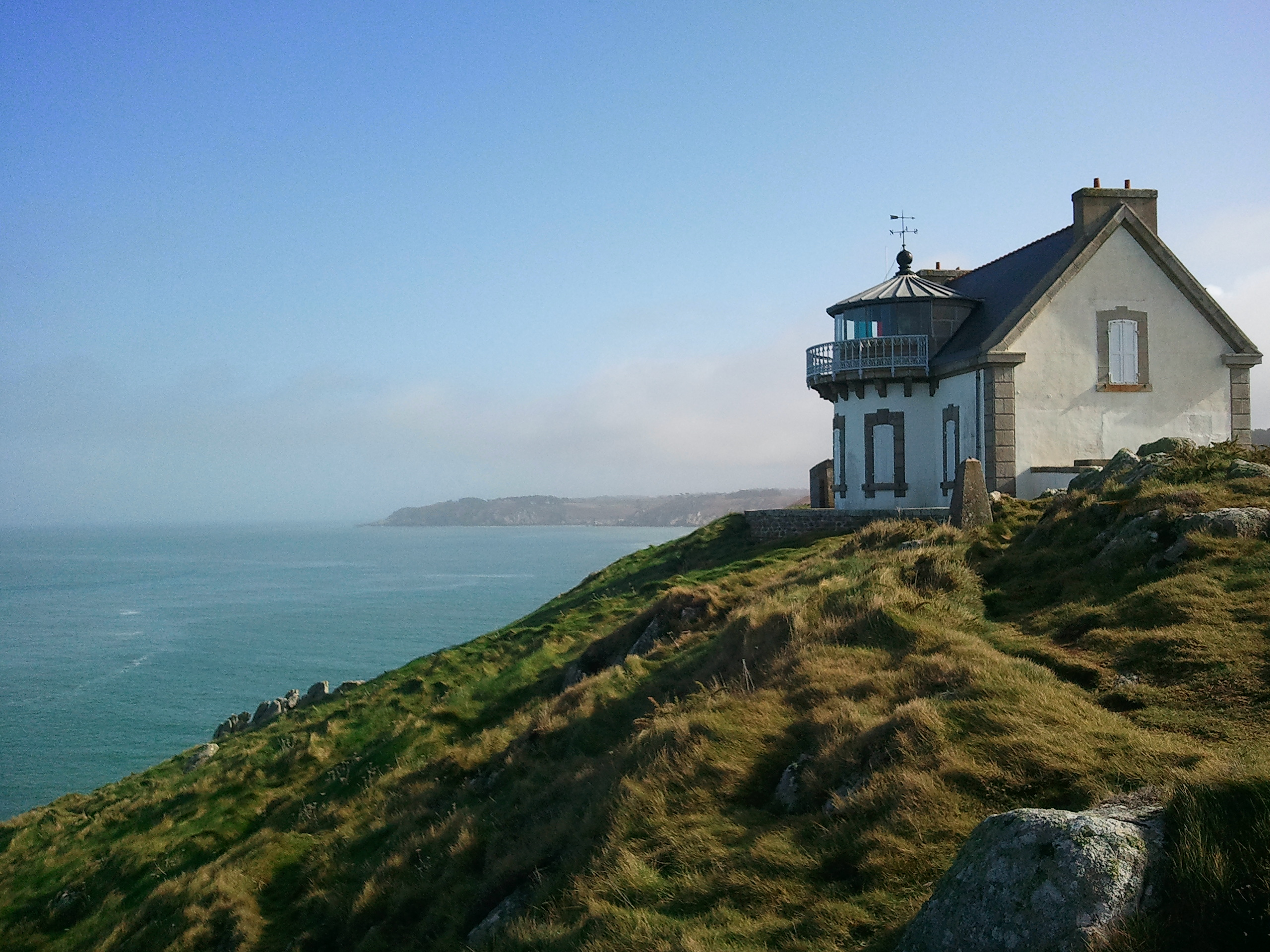
Maison-Phare de la pointe du Millier

Le bateau de pierre de saint Conogan est un bloc granitique gisant sur la lande. Son caractère mégalithique est incertain. Selon Pierre-Roland Giot, le vaisseau de pierre de saint Conogan «  paraît être un menhir couché, que l'on pense n'avoir jamais été élevé ».
Le vaisseau, couché sur la lande, d'une longueur de 8 mètres, d'une hauteur de 2,20 mètres et d'une largeur de 3 mètres, repose sur une pierre transversale. Son poids avoisine les 20 tonnes. Aucune signalétique n'est présente aux alentours de la pierre.

## Légende
Vue d’un certain angle, cette roche monumentale « complètement détachée du sol et ne reposant que par quelques points sur une pierre plate » (Paul Sébillot 1904-1906) évoque la proue d’un bateau dirigée vers la mer située à quelques centaines de mètres de là. Tout près, une autre pierre plus petite est présentée comme l'annexe de l’embarcation. Selon d’autres versions, elle est apparentée à un animal marin, dauphin ou requin. Le vaisseau de pierre, en arrivant sur le rivage, aurait percuté un rocher appelé le Garreg-Toull (rocher troué en breton) que l’on voit devant la plage de Porz-Peron et aurait rebondi jusque-là, en haut de la falaise.
La légende du bateau de saint Conogan est le fruit d’une élaboration collective à rattacher à l’arrivée des évangélisateurs sur le territoire armoricain aux alentours du Ve siècle. Saint Conogan, connu aussi sous le nom de saint Guénégan ou saint Guénoc, serait un moine émigré du Pays de Galles, qui aurait traversé la Manche dans ce bateau de pierre. Le seul fait historique avéré est son élection en tant que second évêque de Quimper, à la suite de saint Corentin. Il serait décédé en 456. Sur la commune de Beuzec-Cap-Sizun, le lieu-dit Lescogan doit son nom à ce moine, de même que la fontaine et la chapelle qui lui sont dédiées.
Aujourd'hui, le souci de rendre le récit rationnel est récurrent.  On tente de justifier cette croyance en rappelant l’arrivée des ecclésiastiques sur des curraghs ou coracles (bateaux irlandais en cuir) lestés de pierres. D’autres affirment que ces embarcations contenaient une auge de pierre en leur centre, pour tenir le mât ou encore maintenir le feu en sécurité. La population de l’époque aurait retrouvé ces auges de pierre sur les rivages armoricains et les aurait associées à des embarcations. Un amalgame expliquerait l’origine de la légende.
En réalité, la clé de celle-ci se situe certainement plus dans les représentations et la symbolique que dans une explication terre à terre. Ce discours actuel peut être considéré comme une suite, une réappropriation de la légende des bateaux de pierre. Ces argumentations donnent une nouvelle dimension à ces pierres qui deviennent l'objet d'une nouvelle légende, une « légende savante ».

## Transmission

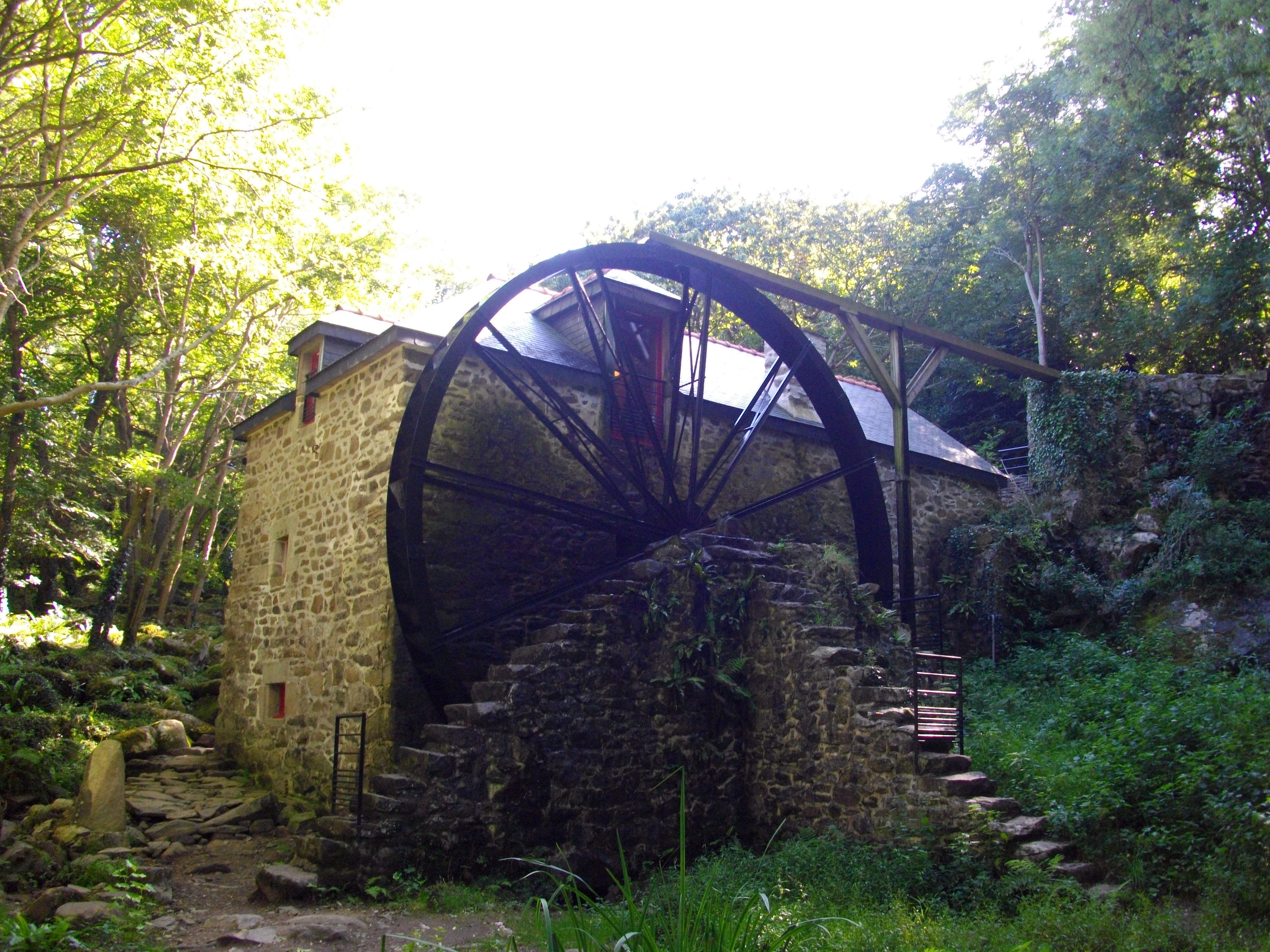
Moulin de Keriolet

La transmission de cette légende se fait à l’articulation de l’oral et de l’écrit. Différents modes coexistent.
Le premier est un mode oral que l’on pourrait qualifier de mode « traditionnel » : la majorité des habitants de la commune a connaissance de cette pierre merveilleuse, par le bouche à oreilles des anciens. Les pierres à légende sont souvent le lieu de balade dans un cadre familial ou scolaire. C’est à ces occasions que ces traditions orales peuvent se transmettre in situ. Ces balades donnent l’impression aux habitants de connaître ces pierres et leurs légendes depuis toujours, elles font partie du paysage non seulement naturel mais aussi culturel.
Les collectes folkloristes du XIXe siècle jouent aussi un rôle dans la diffusion de cette légende. Le fait de consigner par écrit les récits légendaires issus de la tradition orale participe à leur transmission. La référence faite au bateau de pierre de saint Conogan par Paul Sébillot dans une de ses collectes est un des modes de connaissance de la légende.
À la suite de l’acquisition du site de la pointe du Millier par le Conservatoire du littoral à partir de 1984, l’initiative a été prise de revaloriser le bateau de pierre en le dégageant de la végétation qui l’envahissait, le rendant ainsi visible et accessible au public. Le vaisseau fait depuis lors partie d’un ensemble patrimonial (avec le moulin et le phare), relié par un sentier de randonnée pédestre. La valorisation touristique du site et de sa légende est un nouvel outil de transmission. Des balades guidées et contées les mettent en scène, tandis que des dépliants, livres-guides et sites Internet constituent une trace écrite.